# (5143) Heracles
(5143) Heracles ist ein erdnaher Asteroid des Apollo-Typs, der am 7. November 1991 von der amerikanischen Astronomin Carolyn Shoemaker am Palomar-Observatorium entdeckt wurde.
Der Himmelskörper ist nach Herakles, dem Helden und Halbgott der griechischen Mythologie, benannt.
2011 wurde am Arecibo-Observatorium ein ca. 600 (±300) m großer Begleiter Heracles’ entdeckt, der ihn im Abstand von ca. 8 (±4) km umrundet und dafür ca. 40 bis 57 Stunden benötigt.